# Gyrophaena fasciata
Gyrophaena fasciata är en skalbaggsart som först beskrevs av Thomas Marsham 1802.  Gyrophaena fasciata ingår i släktet Gyrophaena, och familjen kortvingar. Arten är reproducerande i Sverige.